# Dyego Sousa
Dyego Wilverson Ferreira Sousa, noto semplicemente come Dyego Sousa (São José de Ribamar, 14 settembre 1989), è un calciatore brasiliano naturalizzato portoghese, attaccante dell'Hatta Club. Con la nazionale portoghese ha vinto la UEFA Nations League 2018-2019.

## Caratteristiche tecniche
È un centravanti.

## Carriera

### Club
Ha esordito il 12 settembre 2010 con il Leixões nel match vinto 1-0 contro il Santa Clara.

### Nazionale
Nel 2019 ha giocato 2 partite con la nazionale maggiore portoghese, con cui ha vinto la prima edizione della Nations League.

## Statistiche

### Presenze e reti nei club
Statistiche aggiornate al 9 agosto 2023.
| Stagione        | Squadra         | Campionato      | Campionato | Campionato | Coppe nazionali | Coppe nazionali | Coppe nazionali | Coppe continentali | Coppe continentali | Coppe continentali | Altre coppe | Altre coppe | Altre coppe | Totale | Totale |
| Stagione        | Squadra         | Comp            | Pres       | Reti       | Comp            | Pres            | Reti            | Comp               | Pres               | Reti               | Comp        | Pres        | Reti        | Pres   | Reti   |
| --------------- | --------------- | --------------- | ---------- | ---------- | --------------- | --------------- | --------------- | ------------------ | ------------------ | ------------------ | ----------- | ----------- | ----------- | ------ | ------ |
| 2010-2011       | Leixões         | SL              | 10         | 2          | CP+CdL          | 1+3             | 0+1             |                    | -                  | -                  |             | -           | -           | 35     | 4      |
| 2011-2012       | Interclube      | A               | ?          | ?          | TA              | ?               | ?               |                    | -                  | -                  |             | -           | -           | ?      | ?      |
| 2012-2013       | Tondela         | SL              | 29         | 4          | CP+CdL          | 0               | 0               |                    | -                  | -                  |             | -           | -           | 35     | 4      |
| 2013-2014       | Portimonense    | SL              | 26         | 6          | CP+CdL          | 0+3             | 0+1             |                    | -                  | -                  |             | -           | -           | 35     | 4      |
| 2014-2015       | Marítimo        | PL              | 18         | 1          | CP+CdL          | 3+1             | 2+1             |                    | -                  | -                  |             | -           | -           | 22     | 4      |
| 2015-2016       | Marítimo        | PL              | 28         | 12         | CP+CdL          | 2+6             | 0               |                    | -                  | -                  |             | -           | -           | 36     | 12     |
| 2016-2017       | Marítimo        | PL              | 15         | 5          | CP+CdL          | 2+4             | 1+2             |                    | -                  | -                  |             | -           | -           | 21     | 8      |
| Totale Maritimo | Totale Maritimo | Totale Maritimo | 61         | 18         |                 | 18              | 6               |                    | -                  | -                  |             | -           | -           | 79     | 24     |
| 2017-2018       | Braga           | PL              | 18         | 8          | CP+CdL          | 2+1             | 2+0             | UEL                | 1 +5               | 1+1                |             | -           | -           | 27     | 12     |
| 2018-2019       | Braga           | PL              | 33         | 15         | CP+CdL          | 3+3             | 1+4             | UEL                | 2                  | 0                  |             | -           | -           | 41     | 20     |
| Totale Braga    | Totale Braga    | Totale Braga    | 51         | 23         |                 | 9               | 7               |                    | 8                  | 2                  |             | -           | -           | 68     | 32     |
| 2019            | Shenzhen        | SL              | 10         | 3          |                 | -               | -               |                    | -                  | -                  |             | -           | -           | 10     | 3      |
| gen.-giu.2020   | Benfica         | PL              | 11         | 0          | CP+CdL          | 1+0             | 0+0             | UEL                | 1                  | 0                  |             | -           | -           | 13     | 0      |
| 2020-2021       | Famalicão       | PL              | 5          | 0          | CP+CdL          | 0+0             | 0+0             |                    | -                  | -                  |             | -           | -           | 5      | 0      |
| 2021-2022       | Almería         | SD              | 24         | 5          | CR              | 2               | 0               |                    | -                  | -                  |             | -           | -           | 26     | 5      |
| 2022-2023       | Almería         | PD              | 20         | 0          | CR              | 1               | 0               |                    | -                  | -                  |             | -           | -           | 21     | 0      |
| Totale Almeria  | Totale Almeria  | Totale Almeria  | 44         | 5          |                 | 3               | 0               |                    |                    |                    |             | -           | -           | 47     | 5      |
| Totale carriera | Totale carriera | Totale carriera | 247+       | 61+        |                 | 38+             | 15+             |                    | 9                  | 2                  |             | -           | -           | 294+   | 78+    |

### Cronologia presenze e reti in nazionale
| Cronologia completa delle presenze e delle reti in nazionale ― Portogallo | Cronologia completa delle presenze e delle reti in nazionale ― Portogallo | Cronologia completa delle presenze e delle reti in nazionale ― Portogallo | Cronologia completa delle presenze e delle reti in nazionale ― Portogallo | Cronologia completa delle presenze e delle reti in nazionale ― Portogallo | Cronologia completa delle presenze e delle reti in nazionale ― Portogallo | Cronologia completa delle presenze e delle reti in nazionale ― Portogallo | Cronologia completa delle presenze e delle reti in nazionale ― Portogallo |
| Data                                                                      | Città                                                                     | In casa                                                                   | Risultato                                                                 | Ospiti                                                                    | Competizione                                                              | Reti                                                                      | Note                                                                      |
| ------------------------------------------------------------------------- | ------------------------------------------------------------------------- | ------------------------------------------------------------------------- | ------------------------------------------------------------------------- | ------------------------------------------------------------------------- | ------------------------------------------------------------------------- | ------------------------------------------------------------------------- | ------------------------------------------------------------------------- |
| 22-3-2019                                                                 | Lisbona                                                                   | Portogallo                                                                | 0 – 0                                                                     | Ucraina                                                                   | Qual. Euro 2020                                                           | -                                                                         | 73’                                                                       |
| 25-3-2019                                                                 | Lisbona                                                                   | Portogallo                                                                | 1 – 1                                                                     | Serbia                                                                    | Qual. Euro 2020                                                           | -                                                                         | 57’                                                                       |
| Totale                                                                    |                                                                           | Presenze                                                                  | 2                                                                         |                                                                           | Reti                                                                      | 0                                                                         |                                                                           |

## Palmarès

### Club
- Supercoppa d'Angola: 1

Interclube: 2012
- Segunda División: 1

Almería: 2021-2022

### Nazionale
- UEFA Nations League: 1

2018-2019

### Individuale
- Capocannoniere della Coppa di Lega portoghese: 1

2018-2019 (4 gol)